# Em là niềm kiêu hãnh của anh
Em là niềm kiêu hãnh của anh (tiếng Trung: 你是我的荣耀) là bộ phim tình cảm xã hội hiện đại của Trung Quốc đại lục năm 2021, được chuyển thể từ tiểu thuyết cùng tên của tác giả Cố Mạn với sự tham gia của các diễn viên Phan Việt Minh, Hồ Khả, Vương Ngạn Lâm, Dương Dương, Địch Lệ Nhiệt Ba, Trịnh Hợp Huệ Tử,... Phim đã bắt đầu quay tại Đôn Hoàng vào ngày 20 tháng 9 năm 2020, chính thức khai máy tại Thượng Hải vào ngày 29 tháng 09 năm 2020 và đóng máy ngày 06 Tháng 01 năm 2021.
Em là niềm kiêu hãnh của anh ấn định lên sóng ngày 26 tháng 7 năm 2021 trên WeTV.

## Nội dung
Em là niềm kiêu hãnh của anh xoay quanh một chuyện tình lãng mạn mà vẫn không mất đi chất hiện thực giữa đại minh tinh và kĩ sư hàng không vũ trụ. Hai người tưởng chừng chẳng có mối liên hệ gì với nhau, nhưng thực ra chuyện xưa giữa Kiều Tinh Tinh và Vu Đồ đã đi từ thời thanh xuân niên thiếu đến khi trưởng thành.
Thời cấp ba, Kiều Tinh Tinh vẫn luôn thầm thương trộm nhớ cậu bạn học bá Vu Đồ, nhưng vì hoài bão của tương lai phía trước, Vu Đồ đã lạnh lùng từ chối lời tỏ tình của Kiều Tinh Tinh. Mười năm trôi qua, Kiều Tinh Tinh trở thành đại minh tinh xinh đẹp nổi tiếng, bao người vây quanh. Vậy mà một Vu Đồ từng là học bá, là đại thần, là ngôi sao sáng thời trung học, nay đã mờ nhạt trong biển người rộng lớn. Cách biệt nhiều năm, Kiều Tinh Tinh bất ngờ gặp lại Vu Đồ khi chơi game Vương Giả Vinh Diệu. Hoá ra nam thần từng từ chối cô thời đi học, dù thời gian có trôi qua như thế nào, cậu ấy vẫn tỏa sáng rực rỡ trong lòng cô. Còn cô của bây giờ có thể trở thành niềm kiêu hãnh của cậu ấy được hay không?
Trên con đường theo đuổi giấc mơ phải kiên trì nỗ lực, cuộc gặp gỡ kì diệu lại tiếp thêm cổ vũ, bọn họ nhất định có thể tiến tới vinh quang của chính mình.

## Danh sách diễn viên

### Nhân vật chính
| Diễn viên chính  | Vai diễn       | Giới thiệu nhân vật |
| ---------------- | -------------- | --- |
| Dương Dương      | Vu Đồ          | Nickname trong Vương Giả Vinh Diệu: Ngọc Thố Đảo Dược (Thỏ Ngọc Giã Thuốc). Tính cách: Thanh lãnh cao ngạo, thông minh tự phụ, ít nói kiềm chế. Tốt nghiệp khoa tài chính Đại học Thanh Hoa, nghiên cứu sinh hàng không vũ trụ, từ nhỏ đến lớn Vu Đồ vốn đã là thiên chi kiêu tử, là học bá cao cao tại thượng trong mắt mọi người. Ảnh hưởng từ người cậu khiến Vu Đồ say mê hàng không vũ trụ từ khi còn bé, mơ ước sau này có thể cống hiến cho sự nghiệp hàng không vũ trụ của Tổ quốc. Sau khi tốt nghiệp, Vu Đồ từ bỏ công danh lợi lộc để theo đuổi lý tưởng của chính mình, gia nhập tập đoàn khoa học kĩ thuật hàng không vũ trụ Trung Quốc. Thế nhưng cái giá phải trả là người yêu chia tay, mẹ ngã bệnh, đẩy Vu Đồ vào tình cảnh không thể cáng đáng nổi. Đối diện với tình thân và trách nhiệm, lần đầu tiên Vu Đồ hoang mang với ước mơ của chính mình. Chịu áp lực từ hiện thực, anh không thể không từ bỏ công việc hàng không vũ trụ. Rồi trong lúc đó anh tình cờ gặp lại Kiều Tinh Tinh Vì ở trong game, trở thành huấn luyện viên của cô, dần gần gũi và hiểu biết nhau hơn… Nhưng vì năng lực kinh tế mà anh lại từ chối lời tỏ tình của Kiều Tinh Tinh một lần nữa. Sau khi mất đi cô rồi, anh mới hiểu được sự quan trọng của cô, quyết định chủ động theo đuổi lại người thương. |
| Địch Lệ Nhiệt Ba | Kiều Tinh Tinh | Nickname trong Vương Giả Vinh Diệu: Sáng Lấp Lánh, Tay Không Hái Bông. Nickname QQ: Tay Không Hái Sao Tính cách: Dũng cảm lạc quan, tinh quái đáng yêu. Đại minh tinh 29 tuổi thành danh đã lâu, xinh đẹp lại nổi tiếng. Trước đây thời học sinh, Kiều Tinh Tinh cũng chỉ là một thiếu nữ bình thường, đem lòng yêu thầm học bá Vu Đồ, lại bị anh cự tuyệt: "Xin lỗi, tôi muốn tìm một người có thể cố gắng cùng tôi." Lời từ chối lịch sự đẩy hai người bọn họ ra xa, không còn liên hệ gì nữa. Mười năm sau, Kiều Tinh Tinh vụt sáng trở thành ngôi sao nổi tiếng, trở thành người đại diện cho game Vương Giả Vinh Diệu. Xây dựng hình tượng cao thủ chơi game không may bị đổ bể, Kiều Tinh Tinh liền quyết chí luyện tập để vãn hồi hình ảnh. Chẳng thể ngờ người chơi hệ gà mờ Kiều Tinh Tinh lại gặp được đại thần trong game. Càng kì diệu hơn, đại thần này chính là Vu Đồ của mười năm sau, rơi vào bế tắc trong sự nghiệp, không còn ánh hào quang chói lọi như những năm tháng cấp ba. Vậy mà sau mười năm xa cách, Vu Đồ vẫn có thể khiến Kiều Tinh Tinh nảy sinh rung động như xưa. Khi Vu Đồ do dự giữa việc từ bỏ công việc kĩ sư hàng không vũ trụ, chuyển sang ngành tài chính để đảm bảo cuộc sống ổn định cho người thân, Kiều Tinh Tinh vẫn luôn ở bên cổ vũ anh, động viên anh dũng cảm theo đuổi lý tưởng. Cô lại tỏ tình với Vu Đồ một lần nữa, nào ngờ lần này vẫn bị anh từ chối… |

### Gia đình  Vu Đồ
| Diễn viên | Vai diễn  | Giới thiệu nhân vật |
| --------- | --------- | ------------------- |
| Tào Nghị  |           | Ba của Vu Đồ        |
| Thôi Dịch |           | Mẹ của Vu Đồ        |
| Vương Duệ | Tiểu Liễu | Em họ của Vu Đồ     |

### Gia đình Kiều Tinh Tinh
| Diễn viên      | Vai diễn | Giới thiệu nhân vật    |
| -------------- | -------- | ---------------------- |
| Vương Toàn Hữu |          | Ba của Kiều Tinh Tinh  |
| Diêm Thanh Dư  |          | Mẹ của Kiều Tinh Tinh  |
| Trịnh Tiểu Mao |          | Ông của Kiều Tinh Tinh |
| Chu Hoài Húc   |          | Bà của Kiều Tinh Tinh  |
| Lưu Lỗi        |          | em họ Kiều Tinh Tinh   |
| Lý Á Trạch     |          | em trai Kiều Tinh Tinh |
| Chu Vận Như    |          | em gái Kiều Tinh Tinh  |

### Tập đoàn khoa học kĩ thuật Hàng Không Vũ Trụ Trung Quốc
| Diễn viên        | Vai diễn       | Giới thiệu nhân vật |
| ---------------- | -------------- | --- |
| Phan Việt Minh   | Quan Tại       | Chồng của Thẩm Tịnh, tiền bối của Vu Đồ. Từ bỏ công việc lương cao ở nước ngoài để về nước làm kĩ sư hàng không vũ trụ. Quan Tại đối với Vu Đồ vừa là thầy vừa là bạn, luôn giúp đỡ anh rất nhiều trong công việc cũng như cuộc sống. Khi Vu Đồ tưởng chừng phải từ bỏ sự nghiệp hàng không vũ trụ, Quan Tại vẫn tin tưởng vào anh, tin chắc anh nhất định sẽ không từ bỏ. |
| Trịnh Hiểu Ninh  | Hồ Kính Sâm    | Tiền bối của Vu Đồ |
| Vương Thi Hoè    | Trương Trí Học | Thầy của Vu Đồ. Vu Đồ là học sinh mà ông tự hào nhất, đặt nhiều kì vọng nhất. Lúc Vu Đồ xin nghỉ, ông vẫn luôn giữ lại vị trí ở Sở nghiên cứu Hàng không Vũ trụ cho anh. |
| An Qua           | Đại Mạnh       | Đồng nghiệp của Vu Đồ, công tác ở Sở nghiên cứu Hàng không Vũ trụ. |
| Trịnh Kỳ         | Chu Công       | Đồng nghiệp của Vu Đồ, công tác ở Sở nghiên cứu Hàng không Vũ trụ. |
| Triệu Khả Địch   | Tiểu Hồ        | Đồng nghiệp của Vu Đồ, công tác ở Sở nghiên cứu Hàng không Vũ trụ. |
| Lục Trung        |                | |
| Nghiêm Chí Bình  |                | |
| Tôn Vĩ           |                | |
| Triệu Hiểu Quang |                | |
| Cát Tế Vĩ        |                | |
| Lữ Đồ            |                | |
| Từ Phàm          |                | |
| Hàn Bác          |                | |

### Phòng làm việc của Kiều Tinh Tinh
| Diễn viên    | Vai diễn | Giới thiệu nhân vật |
| ------------ | -------- | --- |
| Hồ Khả       | Linh tỷ  | Người đại diện của Kiều Tinh Tinh, một nữ cường nhân tác phong quyết liệt. Linh tỷ không chỉ là cộng sự mà còn là bạn thân của Tinh Tinh, vợ của A Quốc. |
| Tôn Nhã Lệ   | Tiểu Chu | Trợ lý của Kiều Tinh Tinh |
| Lưu Lạc Tịch | Đan Đan  | Phụ trách tuyên truyền cho Kiều Tinh Tinh |
| Lạc Lỗi      |          | tài xế riêng của Kiều Tinh Tinh |

### Các diễn viên khác
| Diễn viên        | Vai Diễn    | Giới thiệu nhân vật | Ghi chú           |
| ---------------- | ----------- | --- | ----------------- |
| Vương Ngạn Lâm   | Trạch Lượng | Bạn thân của Vu Đồ Bạn học thời đại học của Vu Đồ và Hạ Tinh. Bạn cùng phòng, anh em tốt của Vu Đồ. | Vai chính         |
| Kim Thần         | Hạ Tinh     | Bạn gái cũ của Vu Đồ Bạn học thời trung học của Vu Đồ và Kiều Tinh Tinh. Thời cấp ba, Hạ Tinh và Kiều Tinh Tinh đều thích Vu Đồ, mà Vu Đồ đã chọn cô gái cũng giỏi giang thành tích xuất sắc giống mình là Hạ Tinh, chứ không chọn Kiều Tinh Tinh. | Vai khách mời     |
| Trịnh Hợp Huệ Tử | Bội Bội     | Bạn thân của Kiều Tinh Tinh Bạn cùng bàn thời cấp 3 của Kiều Tinh Tinh, thường xuyên cập nhật tin tức bạn học cũ cho Tinh Tinh. | Vai chính         |
| Ngô Thiến        | Trần Tuyết  | Bạn thân Kiều Tinh Tinh Minh tinh nổi tiếng, bạn thân của Kiều Tinh Tinh ở trong giới giải trí. | Vai khách mời     |
| Đồ Tùng Nham     | Anh Quốc    | Chồng Linh tỷ Người đầu tiên dạy Tinh Tinh chơi game, làm nội trợ toàn thời gian tại nhà do vợ quá bận. | Vai diễn đặc biệt |
| Cao Lộ           | Thẩm Tịnh   | Vợ của Quan Tại, thường xuyên giới thiệu bạn gái cho Vu Đồ. | Vai diễn đặc biệt |
| Quý Tiêu Băng    | Tô Dã       | Bạn trai cũ của Kiều Tinh Tinh Tài tử trong giới tài chính, thích chinh phục kiểu con gái giỏi giang ưu tú. | Vai khách mời     |
| Triệu Anh Tử     | Chu Tiểu Kỳ | Đối thủ của Kiều Tinh Tinh | Vai phụ           |
| Viên Thành Kiệt  | Đoạn Ngô    | Nam diễn viên hợp tác với Kiều Tinh Tinh |                   |
| Lư Dũng          | Đạo diễn Lý | Đạo diễn nổi tiếng, hợp tác với Kiều Tinh Tinh |                   |

## Nhạc phim
•  1. 烟火星辰 / Pháo Hoa Sao Trời – 刘宇宁 / Lưu Vũ Ninh (Nhạc đầu phim)
•  2. 光阴独白 / Thời Gian Độc Thoại – 徐佳莹 / Từ Giai Oánh (Nhạc kết phim)
•  3. 陷入愛情 / Rơi Vào Ái Tình – 希林娜依·高、米卡 / Hy Lâm Na Y.Cao ft Mika
•  4. 说给你听 / Nói Cho Em Nghe – 杨宗纬 / Dương Tông Vỹ
•  5. 生来是鹰 / Cánh Ưng Trời Sinh – 陈雪燃 / Trần Tuyết Nhiên

## Hoạt động quảng bá
- Vào ngày 2 tháng 8 năm 2020, Địch Lệ Nhiệt Ba tham dự hội nghị thường niên về video của Tencent và công bố sẽ đóng chính với Dương Dương trong bộ phim truyền hình "Em là niềm kiêu hãnh của anh"[3]. Vì lịch trình nên Dương Dương không đến tham dự hội nghị mà thông báo với giới truyền thông thông qua VCR cùng poster của đầu tiên đã được phát cho các phương tiện truyền thông trực tiếp.
- Vào ngày 29 tháng 9 năm 2020, đoàn làm phim chính thức ra mắt tại Thượng Hải và tổ chức lễ ra mắt tại Đại học Phúc Đán. Vào lúc 12:00, Weibo chính thức công bố hình ảnh của lễ khai máy và dàn cast, vào lúc 13:00, Weibo đoàn phim đăng tải hình ảnh đầu tiên của nam nữ diễn viên chính.
- Vào ngày 16 tháng 12 năm 2020, bài đăng chính thức trên Weibo phim em là niềm kiêu hãnh của anh lúc 10:00, ảnh tĩnh với sự tham gia của dàn cast chính cùng với các khách mời đặc biệt[4].